# Žalec
Žalec és un municipi d'Eslovènia escampat per la Vall de Savinja i les muntanyes del voltant. L'activitat econòmica principal de la regió és cultivar llúpols, un fet que es pot veure a l'heràldica de la ciutat.